# Juan Antonio Escurra
Coronel Juan Antonio Escurra (Caraguatay, 1859 - Villa Hayes, Presidente Hayes, 1929) foi um militar e político paraguaio, foi presidente do país de 25 de novembro de 1902 a 19 de dezembro de 1904.
Foi ministro da Guerra e da Marinha no governo de Emilio Aceval, entrou em confronto com o presidente e iniciou um golpe de estado, com o apoio dos generais Bernardino Caballero e Patricio Escobar. Eleito presidente constitucional, durante sua gestão ocorreu uma forte guerra civil, que terminaria somente após a intervenção da Argentina e do Brasil, com a substituição de Escurra por Juan Bautista Gaona, ministro da Economia.